# Слоущ, Нахум
Нахум Слоущ (Слущ) (1871, Сморгонь — 15 декабря 1966, Гедера) — израильский археолог, гебраист, деятель сионистского движения.

## Биография
Родился в семье раввина-маскила, сионистского публициста Давида Шломо Слоуща (1852—1906) и Ривки-Леи — дочери местного раввина Авраама-Моше Гальперна. Получил образование в Одессе, куда его семья переехала в 1879. Начал свою литературную деятельность будучи подростком, в возрасте 15 лет, в изданиях на иврите и русском.
В 1896 отправился в Швейцарию для изучения классической и французской литературы в Женевском университете, стал видным сионистским деятелем (в частности, был одним из основателей сионистской федерации этой страны). В 1898 переехал в Париж, где в Сорбонне, наряду с французской литературой, изучал семитские языки (в 1903 получил степень доктора). С 1904 преподавал в Сорбонне на отделении языка и литературы иврит. В период с 1906 по 1914 участвовал в нескольких экспедициях в Северной Африке для изучения обнаруженных там финикийских и греческих надписей и одновременно собирал материал по истории еврейских общин этого региона.
В 1919 эмигрировал в Эрец-Исраэль, посвятив себя археологии (важные результаты дали руководимые им раскопки в Тверии и Заиорданье), активно участвовал в деятельности Общества исследования Израиля и его древностей, и многие годы редактировал его издания. В 1942 он стал одним из основателей Общества еврейского фольклора.
Занимался также переводами произведений французских писателей (Золя, Эмиль, Мопассан, Ги де, Флобер, Густав.
Лауреат премии имени Бялика (1942). В 1955 был награждён Орденом Почётного легиона.

### Произведения
- «Mah Ya’aseh ha-Adam we-lo Yeheteh» (Иерусалим, 1890);
- "Ha-Osher me-Ayin Yimmaze " (Иерусалим, 1892);
- «Massa' be-Lita» (Иерусалим, 1898);
- «Kobez Sippurim» (Варшава, 1899);
- «Keneset ha-Gedolah» (Варшава, 1899);
- «Massa' be-Mizrayim» (Варшава, 1900);
- «Ha-Kongres ha-Ziyyoni ha-Rebi’i» (Варшава, 1901);
- «Emil Zola ’hayyav u-Sefarav» (Варшава,1901);
- «Ketabim Nivharim» (Варшава, 1904—1905);
- «Judéo-Hellènes et Judéo-Berbères: recherches sur les origines des Juifs et du Judaïsme en Afrique» (Париж, 1909);
- «Hébraeo-phéniciens et judéo-berbères: introduction à l’histoire des Juifs et du judaisme en Afrique»(1974);
- «Etude sur l’histoire des juifs et du judaïsme au Maroc»(Париж, 1906);
- «ha-I Peli, ha-I G’erbah» (Тель-Авив, 1957);
- "Hakoanim asher beDjerba, " (Иерусалим, 1924).